# Realidade (revista)
Realidade foi uma revista brasileira lançada pela Editora Abril em abril de 1966, que circulou até março de 1976.Apresentava características inovadoras para a época, com matérias em primeira pessoa, fotos que deixavam perceber a existência do fotógrafo e design gráfico pouco tradicional. Destacou-se também por suas grandes reportagens, permitindo que o repórter 'vivesse' a matéria por um mês ou mais, até a publicação. Foi inspirada nas revistas Life, Look e Paris Match, mas com uma pauta mais revolucionária do que elas. A proposta de publicação que valorizava as grandes reportagens foi elaborada pelo diretor editorial Roberto Civita, juntamente com jovens jornalistas da Quatro Rodas, liderados por Paulo Patarra, que fez a seguinte definição sobre a revista: “o inusitado, o violento, o estranho, o impossível, o movimento e o belo são os assuntos de capa”.

## Fases da revista
Ao longo de sua existência, a revista passou por três diferentes fases.

### Primeira fase
A primeira fase da revista, de 1966 a 1968, foi provavelmente a mais notável, quando os grandes temas do momento, muitas vezes polêmicos, eram abordados em matérias totalmente esmiuçadas, dentro de uma forma de escrita surgida nos Estados Unidos — o New Journalism, de Tom Wolfe, Gay Talese e outros — que combinava eficientemente clareza e objetividade em uma estrutura com foco narrativo, o jornalismo literário. Nesse novo estilo, os jornalistas tinham total liberdade para escrever os textos em primeira pessoa, inserir diálogos com travessões, fazer descrições minuciosas de lugares, feições e objetos. Além disso, era possível alternar o foco da narrativa de observador onipresente para testemunha ou participante dos acontecimentos.
Realidade era uma revista que trabalhava com a emoção: investia-se muito no jornalista para que ele conseguisse transmitir em suas reportagens uma ideia real do fato. Nessa primeira fase, a grande reportagem é a principal característica editorial do periódico.
Mas em 1968, pouco antes do AI-5, Patarra foi desligado da revista, sem ser demitido da Editora Abril. A Igreja Católica, assim como outros setores da sociedade, pressionou a editora para que não abordasse temas controversos, no que não foi atendida por Patarra.
Dezembro de 1968 traria o endurecimento do regime militar. Decretado o AI-5, estabelecia-se a censura prévia. A edição daquele mês marcava o fim do melhor período de Realidade, segundo os autores José Carlos Marão e José Hamilton Ribeiro.

### Segunda fase
Em 1969, Realidade entra em sua segunda fase, que duraria até meados de 1973. Além das mudanças suscitadas pela instauração do AI-5, essa segunda fase resulta de dissidências internas na redação, muitas também decorrentes da censura. O texto perde o tom de denúncia, embora o formato da reportagem não tenha sofrido mudanças bruscas. Permanecia o estilo literário, a pesquisa de campo e investigação, o valor ilustrativo da imagem. Entretanto, pouco a pouco, a revista foi assumindo o modelo newsmagazine ou revista de informação.

### Terceira fase
A partir de outubro de 1973, as capas de Realidade dão uma guinada radical. O periódico abandona a pauta investigativa. Proliferam nas edições seguintes os "como fazer" e os verbos no imperativo, como "saiba", "transforme", "vença" etc. Até a paginação da revista revela semelhanças com Veja à época. Em janeiro de 1976, Realidade vendeu 120 mil exemplares, metade do que fora vendido em sua estreia, dez anos antes. Seu último número seria lançado dois meses depois 
Apesar do seu curto período de existência, a revista Realidade é considerada um divisor de águas na imprensa brasileira.